# 史 (中国の官名)
史（し）、史官(しかん)は、古代中国における官職名であり、その役割は時代によって称号が異なる場合がある。 
さまざまな背景に応じて、記録者、歴史家、歴史家、書記官、秘書、天文学者、儀式管理者などとして理解できる。